# Dewa Alit
Dewa Ketut Alit (Pengosekan, Bali, Indonèsia, 1973) és un compositor i intèrpret de nova música per gamelan balinès, considerat el compositor balinès més important de la seva generació.

## Biografia
Nascut l'any 1973 a una família d'artistes de Pengosekan, Alit va començar a tocar el gamelan de ben petit, essent el seu pare Dewa Nyoman Sura i el seu germà gran Dewa Putu Berata els seus mestres principals. Va començar a interpretar en públic als 11 anys, i amb 13 anys tocava l'ugal al gamelan Tunas Mekar de Pengosekan, el gamelan d'adults del poble. Entre els anys 1988 i 1995 va tocar al Gamelan Semara Ratih d'Ubud, amb el qual va participar en gires internacionals.
L'any 1997, juntament amb els seus germans, va fundar el gamelan Çudamani, que ràpidament va passar a considerar-se un dels millors conjunts d'aquest estil i va fer gires internacionals.
Algunes de les composicions d'Alit presenten innovacions respecte a l'estil de gamelan tradicional, com per exemple la concepció rítmica de Caru Wara (2005) o la innovació estructural i orquestral de Geregel (2000), que va tenir repercussions fora de Bali, sent objecte d'anàlisi a la publicació estatunidenca "Perspectives on New Music". A partir de l'any 2010 comença a allunyar-se d'aquest estil amb composicions més abstractes, com Salju o Es.
La seva perspectiva particular, entre la tradició i l'experimentació, el va portar a fundar el seu propi gamelan l'any 2007, el Gamelan Salukat, adaptant el disseny i l'afinació dels instruments a les seves pròpies idees compositives.
En una crítica a la seva tradició musical, defensa la dimensió social que implica la transmissió oral de la música, la interpretació sense ajuda de notació, la gestualitat inherent a la seva tècnica musical i el kotekan com a element definitori d'aquesta. Altres elements, com la forma, l'afinació i les implicacions d'aquestes dues en la composició haurien de ser reconceptualitzats.
Alit ensenya i compon de manera regular per a gamelans de fora de Bali: entre d'altres, el Gamelan Gita Asmara, el Gamelan Galak Tika o el Gamelan SingaMurti. Obres com Semara Wisaya (2004) o Pelog Slendro (2006) han estat estrenades per conjunts occidentals.

## Algunes obres
- Geregel
- Caru Wara
- Genetic
- Tanah Sedang Bicara
- Ngejuk Memedi
- Siklus
- Likad